# Kaisereiche (Oberberken)
Die Kaisereiche ist ein Naturdenkmal bei Oberberken (Stadt Schorndorf) im baden-württembergischen Rems-Murr-Kreis.

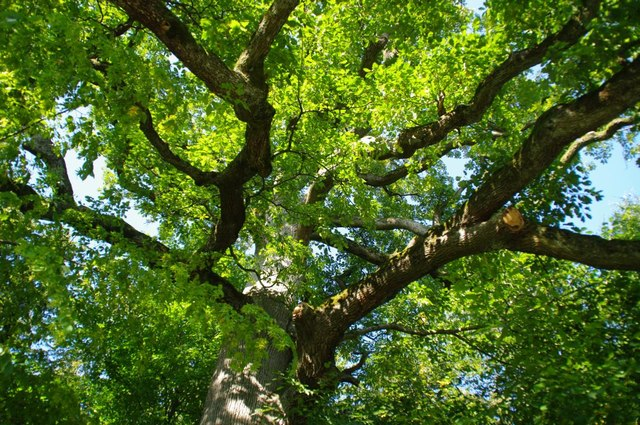
Blick in die Krone der Kaisereiche

Die Traubeneiche steht am sogenannten Kaisersträßle am Waldrand westlich von Oberberken im Gewann Alter Hau. Seit 1939 ist die Eiche im Landschaftsschutzgebiet Nassachtal als Naturdenkmal geschützt. Die aktuelle Schutzverordnung stammt aus dem Jahr 1979. Als Schutzzweck wurde die Eigenart, das Alter und die Größe des Baums angegeben. Geschützt ist der gesamte Kronenbereich.
Im Jahr 1980 hatte sie einen Brusthöhenumfang von 535 cm, ihr Alter wurde damals auf 500 Jahre geschätzt. 2018 wurde ein Brusthöhenumfang von 5,85 m gemessen. Auf der Hinweistafel vor Ort wird ein Pflanzjahr um 1400 angegeben. Sie hat einen auffällig langen und geraden Stamm mit hohem Kronenansatz.